# Żeleznodorożnyj (obwód niżnonowogrodzki)
Żeleznodorożnyj (ros. Железнодорожный) – osiedle w Rosji, w obwodzie niżnonowogrodzkim, w okręgu miejskiego Boru. W 2010 liczyło 2332 mieszkańców.